# Liberia
Pour les articles homonymes, voir Libéria (homonymie).
République du Libéria
(en) Republic of Liberia 
Le Liberia ou Libéria, en forme longue la république du Liberia ou république du Libéria, est un pays d'Afrique de l'Ouest bordé au sud-sud-est et à l'ouest-sud-ouest par l'océan Atlantique, au nord-ouest par la Sierra Leone, au nord par la Guinée et à l’est par la Côte d'Ivoire.
En 1822, l'American Colonization Society commence à coloniser le territoire, sous l'hypothèse que les personnes noires auraient des meilleures chances à la liberté et à la prospérité en Afrique qu'aux États-Unis. Le pays déclare son indépendance en 1847, reconnue par les États-Unis en 1862, et est donc la première nation d'Afrique à avoir, à l'époque contemporaine, obtenu son indépendance. Entre 1822 et le début de la guerre de Sécession en 1861, des milliers d'Afro-Américains et d'Afro-Caribéens, anciens esclaves et nés libres s'y installent. Les nouveaux colons développent leur propre culture américano-libérienne et n'ont pas de bonnes relations avec les peuples indigènes. Les Américano-Libériens deviennent une petite élite, et dominent la vie politique du pays pour plusieurs décennies en tant que dirigeants du parti dominant, le True Whig Party, tout en défavorisant les peuples indigènes. Un coup d’État en 1980 met fin à la domination Américano-Libérienne et marque la prise de pouvoir de Samuel Doe, le premier président indigène. Instaurant un régime dictatorial, il est assassiné en 1990 dans le contexte de la première guerre civile libérienne qui éclate en 1989 et dure jusqu'en 1997 avec l'élection du chef rebelle Charles Taylor comme président. En 1999, la deuxième guerre civile libérienne se déclenche contre sa propre dictature et Taylor est renversé à son tour à la fin de la guerre en 2003. Depuis, le pays est relativement stable et démocratique, bien que l'économie du pays soit toujours dévastée par les deux guerres civiles.
Le pays, qui compte parmi les vingt pays les moins développés du monde avec un indice de développement humain de 0,487 en 2022, le classant 177e sur 193 pays, fait partie de la Communauté économique des États de l'Afrique de l'Ouest (CEDEAO).

## Histoire
En 1822, le Liberia est fondé par une société américaine de colonisation (l'American Colonization Society, « la Société américaine pour la colonisation des gens de couleur libres »), pour y installer des esclaves noirs libérés. Pour cela elle a acquis en 1821, à l'Est du cap Mesurado, un territoire où sont installées trente familles. L'établissement reçoit le nom de Monrovia en l'honneur du président James Monroe. L'immigration de Noirs américains fait prospérer la colonie, mais des tensions apparaissent avec les populations indigènes. Le pays s'accroît par l'acquisition du territoire des Gallinas au nord-ouest en 1848, absorbe en 1857 la république du Maryland fondée aussi pour des anciens esclaves au cap Palmas en 1834, puis le territoire du Cassa en 1862 ; enfin le royaume de Medina est annexé en 1882, ce qui double la population.
Entre-temps, le 26 juillet 1847, le Liberia devient une république indépendante. Le suffrage censitaire permet à l'élite américano-libérienne, représentée par le True Whig Party, de conserver le pouvoir durant un siècle.
Les frontières du pays sont modifiées plusieurs fois au XXe siècle, notamment en 1902, lorsque la France rattache le tiers oriental de son territoire à la Côte d'Ivoire.
Au début du XXe siècle, près d'un tiers du budget de l’État libérien provient de la taxe des travailleurs africains, dont l'élite elle-même ne s’acquitte pas. Cette situation entraîne des soulèvements réprimés avec violence. Lourdement endetté, le Libéria reste aligné sur Londres, Paris et Washington pour les questions de nature diplomatique. Le pays connaît une reprise économique dans les années 1920 grâce à la vente des propriétés allemandes confisquées pendant la guerre.
En 1931, la Société des Nations (SDN) condamne les conditions de travail forcé imposé aux autochtones par les Américano-Libériens pour le compte de multinationales de l’industrie du caoutchouc. Le scandale contraint le gouvernement à la démission. En 1936, le nouveau gouvernement interdit le travail forcé. Néanmoins, les autochtones, privés du droit de vote, restent des citoyens de seconde zone. Il faut attendre mai 1945 pour que le président William Tubman le leur accorde.
En 1960, le Liberia entre dans une période de vingt années de prospérité, grâce à des concessions offertes à des multinationales étrangères (principalement américaines et allemandes) pour l’exploitation des gisements de minerai de fer du pays.
En 1971, William Richard Tolbert, vice-président depuis 1951, accède à la présidence à la mort du président Tubman. La politique économique qu’il mène accroît le clivage entre Américano-Libériens et autochtones.
Le 12 avril 1980, le gouvernement du True Whig Party est renversé lors d'un coup d'État mené par Samuel Doe, un autochtone qui prend le pouvoir. Le président Tolbert est assassiné ainsi que plusieurs ministres. Doe instaure rapidement une dictature.
En 1989, le National Patriotic Front of Liberia (NPFL), un groupe d'opposition sous l’autorité de Charles Taylor, s'organise. La révolte gagne rapidement l'ensemble du pays sans rencontrer de résistance sérieuse de la part des forces gouvernementales. Néanmoins, l’avancée est stoppée aux portes de Monrovia. Dans le même temps, les membres de la Communauté économique des États de l'Afrique de l'Ouest (CEDEAO) décident l’envoi de sa force d’interposition, l’ECOMOG, composée de 4 000 hommes.
En 1990, un désaccord au sein du NPFL conduit Prince Johnson à faire sécession et à créer l’Independent National Patriotic Front of Liberia (INPFL) avec un millier de dissidents. Le 9 septembre 1990, le président Doe est assassiné par Prince Johnson lors d’une visite aux troupes de l’ECOMOG. En 1992, le NPFL tente un nouvel assaut sur Monrovia qui se solde par un échec. La situation s'enlise. Des chefs de guerre créent de nouvelles factions dissidentes. Les tentatives de résolution du conflit par la CEDEAO restent vaines. En 1996, l'ensemble des factions acceptent la tenue d'un vote sous l'égide de la CEDEAO. Entre 1989 et 1997, la guerre civile a coûté la vie à près de 150 000 personnes, des civils pour la plupart, et provoqué un effondrement total de l'État.
Le 19 juillet 1997, Charles Taylor est élu président de la république du Libéria avec 75 % des voix. Son slogan, durant la campagne politique qui a précédé l'élection, est resté célèbre: « Il a tué ma mère, il a tué mon père. Je vais voter pour lui », signifiant ainsi son intention en cas d'échec de remettre le pays à feu et à sang. En 1998, l'Economic Community of West African States Cease-fire Monitoring Group (ECOMOG) quitte le Libéria. La deuxième guerre civile libérienne commence quelques mois plus tard.
En 2003, après le départ de Charles Taylor, une transition politique est organisée, sous contrôle étroit de l’Organisation des Nations unies (ONU). Le 23 novembre 2005, Ellen Johnson Sirleaf sort victorieuse du second tour de l’élection présidentielle avec 59,4 %, contre 40,6 % pour George Weah. Elle devient ainsi la première femme élue démocratiquement présidente d’un pays en Afrique. Elle prête serment le 16 janvier 2006 et entre ainsi officiellement en fonction. Elle est réélue le 8 novembre 2011 avec un score de 90,7 %. Le pays est touché par la fièvre Ebola, en particulier durant les années 2014-2015. Cette épidémie fait des milliers de morts.
Le 26 décembre 2017, George Weah est élu avec 61,5 % des voix au suffrage universel face au vice-président sortant, Joseph Boakai, qui en obtient 38,5 %.

## Politique

Carte topographique et administrative du Liberia.

La plus longue présidence est celle de William Tubman, en fonction de 1944 à sa mort en 1971. La plus courte est celle de James Skivring Smith, qui ne dure que deux mois, du 4 novembre 1871 au 1er janvier 1872. Après la dissolution du Parti républicain en 1876, le True Whig Party devient le parti unique de facto, et les Américano-Libériens, exercent le pouvoir jusqu'au coup d'État de 1980. Le 12 avril 1980, Samuel Doe prend le pouvoir. Les natives, les autochtones, sont pour la première fois à la tête du pays. Samuel Doe favorise les membres de son ethnie, les Krahns. Le pays dispose de ressources naturelles, comme l'or, le fer, le bois, le caoutchouc, ou encore le diamant, mais est déchiré par deux guerres civiles successives, la première de 1989 à 1997, et la deuxième de 1999 à 2003. Depuis la fin de ces guerres civiles, le Liberia est une république multipartite à régime présidentiel, qui redevient une démocratie. Après les courtes présidences de Moses Blah puis de Gyude Bryant, Ellen Johnson Sirleaf leur succède, élue sur deux mandats, de janvier 2006 à janvier 2018, puis George Weah. Ces changements à la tête de l'État se font pacifiquement et démocratiquement.
Le gouvernement est basé sur le modèle des États-Unis avec trois branches égales — législative, exécutive, judiciaire —, bien que le président occupe en réalité une place prépondérante dans le paysage politique.

### Armée
Les Forces armées du Liberia (AFL) sont créées en 1962 à partir de la « Force de la frontière libérienne » établie en 1908. Pour la quasi-totalité de son histoire, l'AFL a reçu des États-Unis un matériel considérable et de l'aide pour sa formation. Pour la plus grande part de la période 1941-89, la formation était principalement fournie par des conseillers américains. Cette assistance n'a pas permis de relever le faible niveau d'efficacité militaire, fait courant dans la plupart des forces armées des Pays en développement.
Pour la plus grande partie de la guerre froide, l'AFL a mené peu d'action, excepté l'envoi d'un groupe armé à la république démocratique du Congo dans des années 1960 pour l'Opération des Nations unies au Congo. Cela a changé pendant la première guerre civile libérienne en 1989. L'AFL s'est empêtrée dans le conflit qui a duré de 1989 à 1996-97, puis dans la Deuxième guerre civile libérienne, qui a duré de 1999 à 2003.
Après avoir été complètement démobilisée après la deuxième guerre civile, l'AFL est en train d'être réformée et subit une nouvelle réorganisation. Elle est actuellement[Quand ?] composée de deux bataillons d'infanterie. La reconstitution de la Garde côtière libérienne et une escadre aérienne est prévue.
Au cours de la période de transition démocratique, le gouvernement libérien a demandé à un officier de l'Armée nigériane, le général de division Suraj Alao Abdurrahman, d'occuper les fonctions de chef de l'armée.

### Organisation administrative
Le Liberia est réparti en 15 comtés : Bomi, Bong, Gbarpolu, Grand Bassa, Grand Cape Mount, Grand Gedeh, Grand Kru, Lofa, Margibi, Maryland, Montserrado, Nimba, River Cess, River Gee et Sinoe.
Ces 15 comtés sont divisés en 68 districts.

## Géographie

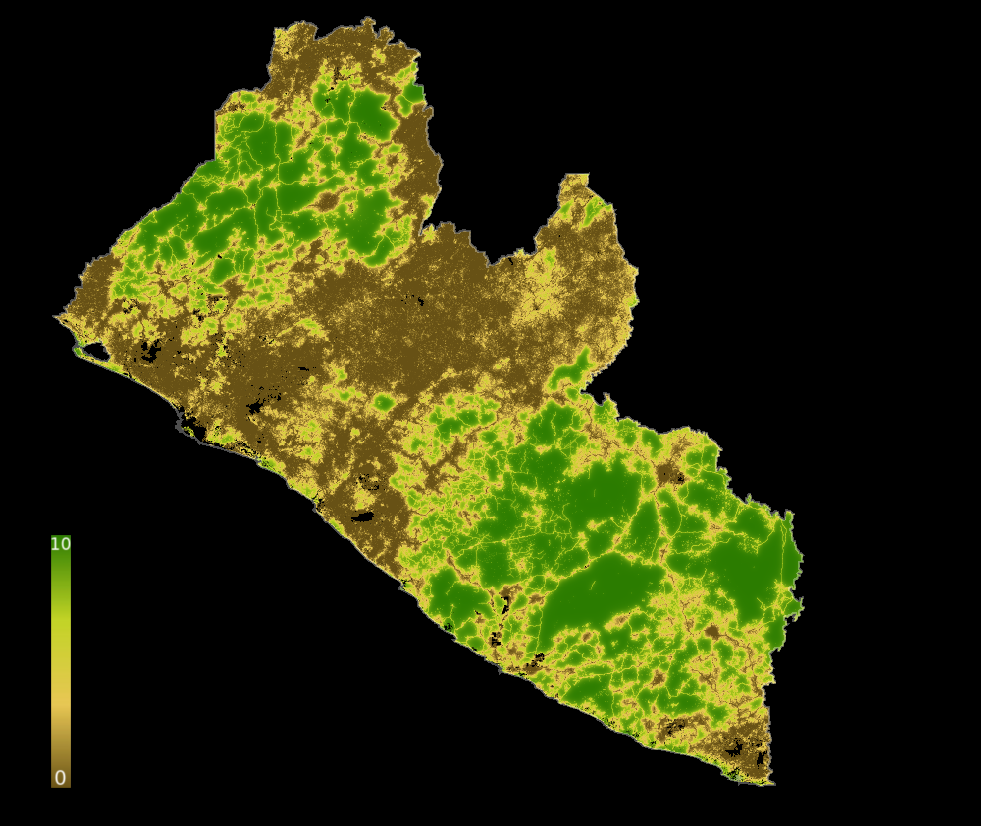
En 2019, Le Libéria avait un score moyen de l'indice d'intégrité du paysage forestier de 4.79, le classant 116e sur 172 pays.

Le Liberia est bordé par l'océan Atlantique au sud-sud-ouest et à l'ouest-sud-ouest, et limitrophe de la Sierra Leone au nord-ouest, de la Guinée au nord et de la Côte d'Ivoire à l'est.
Doté d'un climat tropical, le Liberia possède trois types de ce climat : climat tropical de mousson, climat équatorial et climat tropical de savane.

Climats du Liberia selon la classification de Köppen.

## Économie

États membres de la Communauté économique des États de l'Afrique de l'Ouest (CEDEAO).

Le Liberia est un paradis fiscal dont l'une des particularités est de ne jamais faire apparaître le nom des personnes physiques sur ses registres du commerce. Le Liberia fait partie des pavillons de complaisance.
C’est au Liberia que se trouve la plus vaste plantation d’hévéas au monde (48 000 hectares), propriété de Firestone, le géant américain du pneu devenu depuis 1988 une filiale du groupe japonais Bridgestone.
Le Liberia a des ressources de minerais de fer dans le mont Nimba à la frontière de la Côte d'Ivoire.

## Démographie

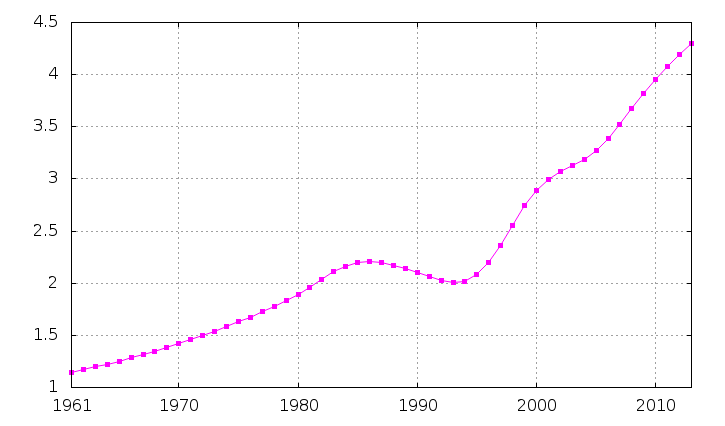
Évolution de la démographie entre 1961 et 2003 (chiffre de la FAO, 2005). Population en millions d'habitants.

La population du Liberia était estimée à 5 493 021 habitants en 2022, ce qui représentait une densité de 46 hab./km2. En 1961, elle s’élevait à 1,2 million d’habitants. Les habitants du Liberia sont appelés les Libériens et Libériennes.
Entre 1990 et 1995, les combats font plus de 200 000 morts et 800 000 Libériens trouvent refuge à l’étranger (notamment en Côte d’Ivoire et en Guinée), s’ajoutant au million de personnes déplacées à l’intérieur du pays. En raison de la guerre, le Liberia connaît un taux de mortalité infantile très élevé (132 pour 1 000).
En 2001, la population du Liberia était estimée à 3 230 000 habitants et à 3,32 millions en 2003.
Elle tombe à environ 2 800 000 habitants, à la suite de la guerre civile opposant les troupes du président Charles Taylor au LURD (Libériens unis pour la réconciliation et la démocratie) soutenu par les États-Unis et la Guinée.

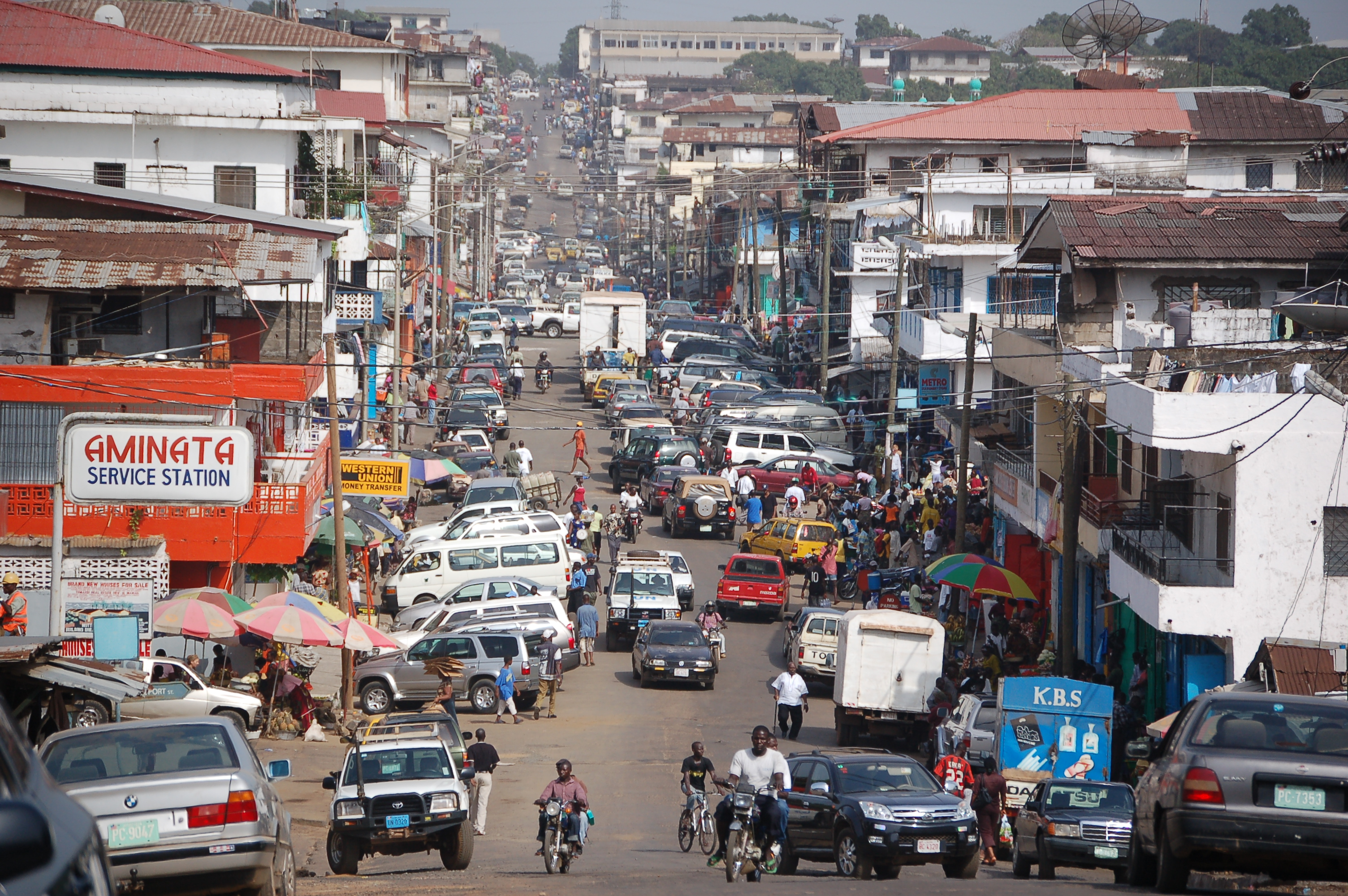
Monrovia ; le centre-ville, 2009.

Les Américano-Libériens sont au nombre de 20 000 et la communauté libanaise est forte de 10 000 représentants. La population autochtone se compose d'une quinzaine de communautés. Le sud du pays est dominé par les Krous, le reste de la population appartient à des groupes rattachés entre autres (Mendé, Koniaque, Kpelle, Vaïs, etc.).
La population de Monrovia, capitale et principal port du pays, a considérablement augmenté du fait de l’exode des populations civiles fuyant les combats : (720 000 habitants en 1994 contre 425 000 en 1984). Le second port, Buchanan (24 000 habitants en 1984), est relié par voie ferrée aux mines de fer du mont Nimba, dont la production a été arrêtée pendant le conflit.

### Santé
Le taux de fécondité était de 4,8 naissances par femme en 2016. Les dépenses de santé sont de 22 US$ (PPA) en 2004. En 2021, l'espérance de vie à la naissance est de 60,7 ans (contre 44,7 en 2005. Le taux de mortalité infantile est de 15,7 %(155,8 décès pour 1 000 naissances). La prévalence du VIH / SIDA est d'environ 2 % de la population en 2009. En 2014, le Liberia est touché de plein fouet par une importante épidémie de maladie à virus Ebola, la plus grave subie jusqu'à présent.

### Langues
Le Liberia est un pays multilingue où plus de trente langues sont parlées. L'anglais, bien que langue officielle du pays, n'est parlé que par 15 % des Libériens. Aucun des groupes linguistiques ne forme une majorité qui se distingue. La langue la plus parlée à la maison demeure le kpèllé, parlée par 20,3 % des Libériens en 2008. Le créole libérien, un créole issu de l'anglais, est parlé, ou compris, par au moins un tiers des Libériens[réf. nécessaire].

### Religions

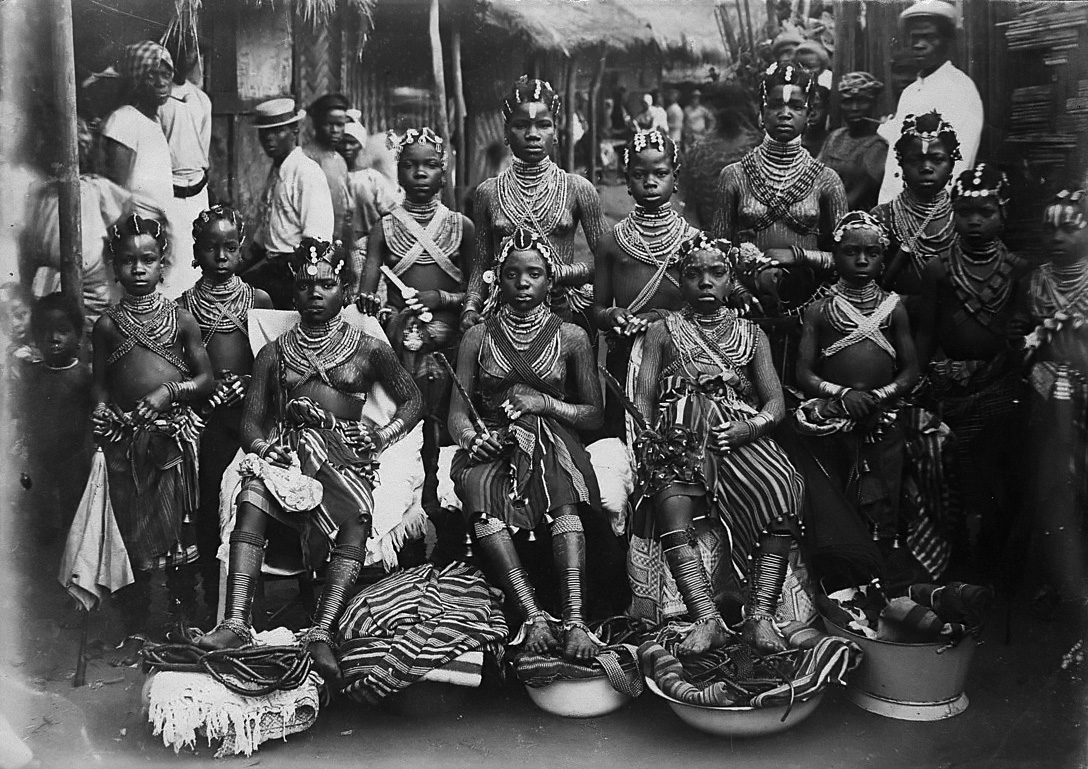
Femmes et jeunes filles du Libéria, en costume de fête, en 1910.

Les principales religions sont le christianisme (85 %) et l'islam (10 %). Pour un pays africain, les Ahmadis sont assez nombreux, puisqu'ils sont 85 000. Il y a aussi environ 11 000 Baha'is.

## Enseignement
L'université du Liberia est située à Monrovia, la capitale. Créée en 1862, c'est l'un des plus anciens établissements d'enseignement supérieur d'Afrique. La guerre civile a sérieusement endommagé l'université dans les années 1990. La restauration de l'université a débuté peu après la restauration de la paix.
L'université de Cuttington a été fondée par l'Église épiscopalienne des États-Unis en 1889. Elle est située dans le district de Suakoko à environ 190 km au nord de Monrovia.
D'après les estimations de l'UNESCO en 2004, 65 % des élèves sont inscrits à l'école primaire et seulement 24 % pour le cycle secondaire. Au-delà de la misère économique, le problème des enfants soldats explique en partie le faible taux de scolarisation à l'école secondaire.
Depuis l’investiture de Mme Johnson-Sirleaf en 2006, l'école primaire a été rendue obligatoire et les droits de scolarité en primaire ont été supprimés, entraînant une hausse de 40 % des inscriptions des filles,.

## Culture

### Sport
L'ancien footballeur George Weah, une des personnalités libériennes les plus connues dans le monde, a succédé le 22 janvier 2018 à Ellen Johnson Sirleaf à la présidence du Liberia. Il a notamment joué au PSG entre 1992 et 1995, puis à l'AC Milan, où il obtient un Ballon d'or.